# Podgora, Borovlje
Podgora (nemško Unterbergen) je naselje v Občini Borovlje v Okraju Celovec-dežela na Koroškem v Avstriji.